# Коронус (міфологія)
Коронус (дав.-гр. Κόρωνος) — персонажі давньогрецької міфології:
- Коронус — цар Сікіону, син Аполлона і Хрізорте, батько Корекса і Ламедона. Коронус успадкував своє царство від дідуся по матері Ортополіса. Корекс успадкував йому, але помер не маючи спадкоємця, тому царство було узурповано Епопеєм, після смерті якого престол повернувся до Ламедона.
- Коронус — батько Кірени, яка ймовірно була матір'ю аргонавта Ідмона.
- Коронус — батько Анаксірої, матері Гірміни.
- Коронус — цар лапітів, батько Кенея. Мав двох дітей — сина Леонтеуса і дочку Лісідіку. Вів війну проти царя Егімія і був убитий Гераклом.
- Коронус — син Терсандера. Він і його брат Халіарт були прийняті Атамантом після того, як той втратив усіх своїх синів. Атамант надав Коронусу землю, на якій той заснував місто Коронея в Беотії.